# ابیلیتی آفیس
ابیلیتی آفیس (انگلیسی: Ability Office) شرکت نرم‌افزار بریتانیایی است، که در سال ۱۹۹۶ تأسیس شد.